# Yeon Jung-hoon
 Yeon Jung-hoon (sinh ngày 6 tháng 11 năm 1978) là một nam diễn viên người Hàn Quốc. Anh được biết đến nhiều nhất với vai diễn East of Eden (2008), bộ phim y tế thời kỳ  Jejungwon (2009), và phim về tố tụng hình sự Công tố viên ma cà rồng (2011-2012). Là một người đam mê xe hơi, anh đã làm host ba mùa đầu tiên của Top Gear Korea, phiên bản Hàn Quốc của chương trình BBC.

## Đời tư
Cha anh là nam diễn viên kỳ cựu Yeon Kyu-jin, và anh đã kết hôn với nữ diễn viên Han Ga-in. Vào ngày 13 tháng 4 năm 2016 cô đã hạ sinh một bé gái vào ngày 13 tháng 5 năm 2019, cô hạ sinh một bé trai, đứa con thứ hai của họ.

## Danh sách phim

### Phim truyền hình
| Năm  | Tên phim                                | Tiêu đề ban đầu    | Vai diễn                    | Kênh |
| ---- | --------------------------------------- | ------------------ | --------------------------- | ---- |
| 1999 | Wave                                    | 파도               |                             | SBS  |
| 2000 | KAIST                                   | 카카               |                             | SBS  |
| 2000 | Nonstop                                 | 논스톱             | Jung-hoon                   | MBC  |
| 2002 | Vienna, Like Coffee (Drama City)        | 커피               |                             | KBS2 |
| 2003 | Yellow Handkerchief                     | 노란 손수건        | Yoon Tae-young              | KBS1 |
| 2003 | A problem at My Younger Brother's House | 흥부네 박터졌네    | Jang Hyun-tae               | SBS  |
| 2003 | Rosemary                                | 로즈마리           | Jang Jun-oh                 | KBS2 |
| 2004 | Snow White: Taste Sweet Love            | 백설 공주          | Han Jin-woo                 | KBS2 |
| 2004 | Love is All Around                      | 사랑 을 할꺼야     | Yeon Ha-neul                | MBC  |
| 2005 | Sad Love Story                          | 슬픈 연가          | Lee Gun-woo                 | MBC  |
| 2008 | Phía đông vườn địa đàng                 | 에덴의 동쪽        | Lee Dong-wook               | MBC  |
| 2009 | Dream                                   | 드림               | Kang Ki-jang (cameo, tập 1) | SBS  |
| 2009 | Jejungwon                               | 제중원             | Baek Do-yang                | SBS  |
| 2011 | Vampire Prosecutor                      | 뱀파이어 검사      | Min Tae-yeon                | OCN  |
| 2012 | Can Love Become Money                   | 사랑도 돈이 되나요 | Ma In-tak                   | MBN  |
| 2012 | Vampire Prosecutor 2                    | 뱀파이어 검사 2    | Min Tae-yeon                | OCN  |
| 2013 | Hôn nhân vàng                           | 금 나와라,뚝딱!    | Park Hyun-soo               | MBC  |
| 2014 | A Time of Love                          | 爱情来的时候       | Vua / Kim Dong-seong        | TVB  |
| 2015 | Mặt nạ                                  | 가면               | Min Seok-hoon               | SBS  |
| 2016 | My Horrible Boss                        | 욱씨 남정기        | Lee Ji-sang                 | JTBC |
| 2017 | Man to Man                              | 맨투맨             | Mo Seung-jae                | JTBC |
| 2017 | Bravo My Life                           | 브라보 마이 라이프 | Shin Dong-woo               | SBS  |
| 2018 | My Healing Love                         | 내사랑 치유기      | Choi Jin-yoo                | MBC  |
| 2019 | Possessed                               | 빙의               | Oh Soo-hyeok                | OCN  |

### Phim điện ảnh
| Năm  | Tên phim              | Tên phim gốc  | Vai diễn    |
| ---- | --------------------- | ------------- | ----------- |
| 2001 | My Wife Is a Gangster | 조폭 마누라   | Hyo-min     |
| 2005 | Daddy-Long-Legs       | 키다리 아저씨 | Kim Jun-ho  |
| 2005 | Love in Magic         | 연애술사      | Woo Ji-hoon |
| 2013 | Good Friends          | 좋은 친구들   | K           |
| 2016 | Skiptrace             | 地絕地逃亡    | Willie      |

### Chương trình thực
| Năm        | Tên chương trình     | Tên gốc          | Vai trò            | Kênh |
| ---------- | -------------------- | ---------------- | ------------------ | ---- |
| 2011       | Top Gear Korea mùa 1 | 탑 기어 코리아 1 | Host               | XTM  |
| 2012       | Top Gear Korea mùa 2 | 탑 기어 코리아 2 | Host               | XTM  |
| 2012       | Top Gear Korea mùa 3 | 탑 기어 코리아 3 | Host               | XTM  |
| 2019 - nay | 2 ngày 1 đêm         | 1박2일           | Thành viên cố định | KBS2 |

## Đĩa đơn
| Album                                                                   | Danh sách bài hát |
| ----------------------------------------------------------------------- | --- |
| 을 - Bài hát từ Sad Love Story OST - Phát hành: ngày 3 tháng 2 năm 2005 | Danh sách bài hát 03. 몇번을 헤어져도 "No matter how many times we part" 11. 몇번을 헤어져도 (Piano Nocturn) |
| Yeon Jung-hoon Vol. 1 - Album - Phát hành: ngày 22 tháng 10 năm 2005    | Danh sách bài hát 1. Giới thiệu 2. All for you 3. 사랑이 사랑을... "Love Love..." 4. 그대 알고 있다면 "If you knew" 5. 오늘까지만 "Just until today" 6. 사랑했기에... 7. 고백 "Confession" 8. 2U 9. 같은 사랑 (Duet 장미영) "The same love" (Song ca với Jang Mi-young) 10. 단 하나뿐인... "Only one" 11. All for you (MR) 12. 사랑이 사랑을... (MR) 13. 고백 (MR) |

## Quảng cáo
| Năm  | Sản phẩm                               |
| ---- | -------------------------------------- |
| 2003 | Lotte Weezzle                          |
| 2004 | Union Bay                              |
| 2005 | KTF                                    |
| 2005 | Nước uống rau củ - trái cây 100 Haitai |
| 2010 | Máy giặt bong bóng Samsung Hauzen      |

## Đề cử và giải thưởng
| Năm  | Giải thưởng           | Hạng mục                                            | Đề cử                   | Kết quả   |
| ---- | --------------------- | --------------------------------------------------- | ----------------------- | --------- |
| 2003 | KBS Drama Awards      | Best New Actor                                      | Yellow Handkerchief     | Đoạt giải |
| 2008 | MBC Drama Awards      | PD Award                                            | Phía đông vườn địa đàng | Đoạt giải |
| 2010 | SBS Drama Award       | Excellence Award, Actor in a Special Planning Drama | Jejungwon               | Đề cử     |
| 2013 | 2nd APAN Star Awards  | Best Dressed                                        | Pots of Gold            | Đoạt giải |
| 2013 | 2013 MBC Drama Awards | Excellence Award, Actor in a Serial Drama           | Pots of Gold            | Đoạt giải |
| 2015 | Grimae Awards         | Best Actor                                          | Mặt nạ                  | Đoạt giải |
| 2018 | MBC Drama Awards      | Top Excellence Award, Actor in a Serial Drama       | My Healing Love         | Đoạt giải |